# 祖廖
祖廖（義大利語：Zuglio），是意大利乌迪内省的一个市镇。总面积8.31平方公里，人口611人，人口密度73.5人/平方公里（2009年）。ISTAT代码为030136。